# Ustanciosporium cyperi
Ustanciosporium cyperi är en svampart som först beskrevs av G.P. Clinton, och fick sitt nu gällande namn av M. Piepenbr. 2000. Ustanciosporium cyperi ingår i släktet Ustanciosporium och familjen Anthracoideaceae.   Inga underarter finns listade i Catalogue of Life.